# Haplochromis xenostoma
Haplochromis xenostoma foi uma espécie de peixe da família Cichlidae. Era endémica do Quénia, Tanzânia e Uganda.  O seu habitat natural foi lagos de água doce.